# Uru Kusini
Uru Kusini (übersetzt Uru Süd) ist ein Verwaltungsbezirk (Ward) des Distrikts Moshi in der tansanischen Region Kilimandscharo.

## Geografie
Uru Kusini liegt im Nordosten von Tansania nördlich der Regionshauptstadt Moshi am südlichen Abhang des Kilimandscharo. Das größte Gewässer ist der Fluss Rau, der Bezirk ist gekennzeichnet durch gemischte Landnutzung und verstreute Siedlungen.
Uru Kusini grenzt im Norden an Uru Kaskazini, im Nordosten an Uru Shimbwe, im Osten an Uru Mashariki, im Süden an Rau und Longuo B des Distrikts Moshi MC, im Südwesten an Kibosho Kirima und im Westen an Kibosho Mashariki.
Bei der Volkszählung 2022 lebten 31.557 Menschen in 9511 Haushalten auf einer Fläche von 25,2 Quadratkilometern.

## Gliederung
Der Bezirk besteht aus sieben Gemeinden (Mtaa) mit 20 Orten (Kitongoji):
| Longuo A - Usharika Wa Neema - Karume - Mongoya | Okaseni - Okaseni Chini - Okaseni Kati - Okaseni Juu | Kariwa - Kariwa Kaskazini - Kariwa Kati - Kariwa Kusini | Rau - Pangaleni - Mrukutu | Kitandu - Mkwaleni - Kifumbu - Kisomboko | Kimanganuni - Kimanganuni Juu - Kimanganuni Kati - Kimanganuni Chini | Shinga - Shinga - Kitongoro - Minja |

## Wirtschaft und Infrastruktur
- Bildung: Im Distrikt liegen drei weiterführende Schulen.[9] Mangi-Sabas Secondary School und Mawela Secondary School sind zwei staatliche Schulen, die Mädchen und Burschen bis zur 4. Stufe ausbilden.[10][11] Die Uru Seminary Secondary School ist eine christliche Internatsschule für Knaben mit einer Ausbildung bis zur 6. Stufe.[12]
- Gesundheit: Das Uru Kusini Gesundheitszentrum führt auch große chirurgische Eingriffe durch.[13]